# Medalia comemorativă „Ardealul Nostru”

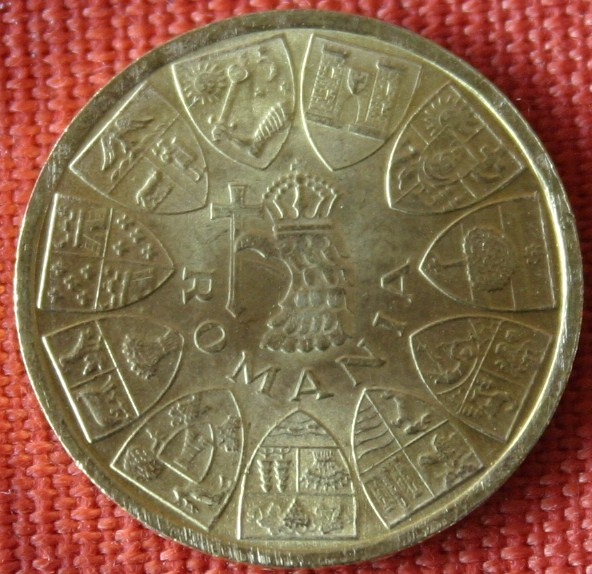
Medalia jubiliară Ardealul Nostru (revers)

Medalia comemorativă „Ardealul Nostru“ este o piesă din aur, emisă la 15 ianuarie 1945, cu scopul de „a încrusta în aur evocator ziua dezrobirii Ardealului de Nord și pentru a transmite și a se moșteni din generație în generație amintirea concretă a acelor pagini de istorie”. A fost emisă pentru a comemora eliberarea celor 11 județe din Ardealul de Nord încorporate de Ungaria fascistă, în urma Dictatului de la Viena, de la 30 august 1940. Se știe că la 25 octombrie 1944, în semn de prețuire pentru regele Mihai I, suveran al României și comandant suprem al armatei, Armata Română a făcut un efort deosebit pentru a elibera orașul Carei, ultima localitate din Ardealul de Nord aflată sub control fascist.

## Descriere

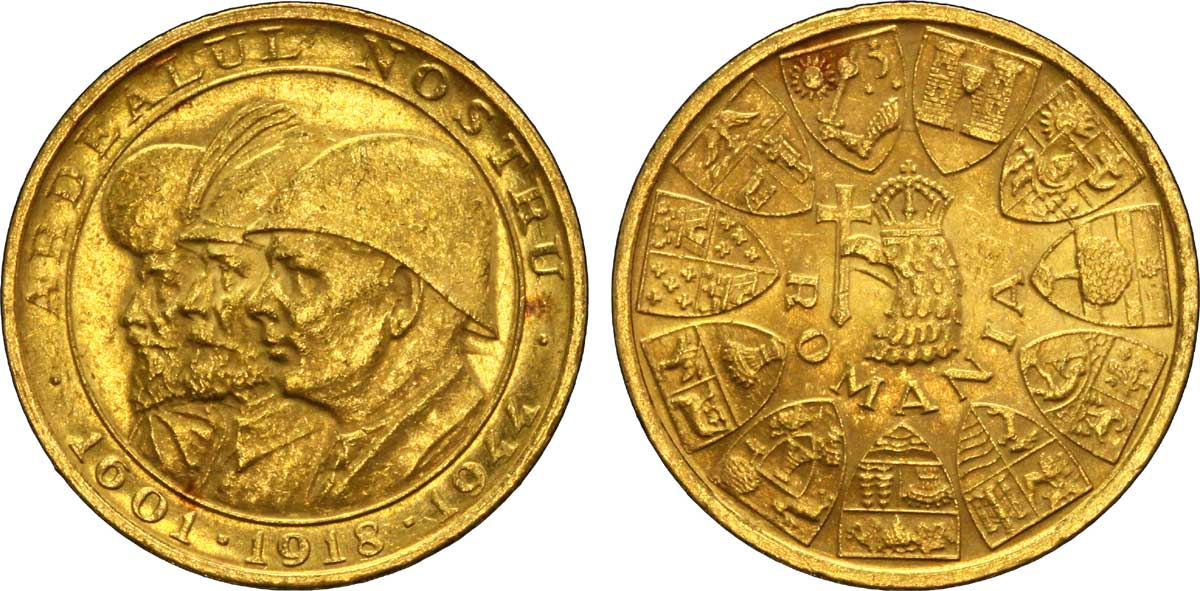
Medalia comemorativă „Ardealul Nostru”

Piesele acestei emisiuni sunt discoidale, având diametrul de 21 mm, iar greutatea de 6,55 grame. Au fost realizate din aliaj de aur și cupru, având titlul de 900‰. Medalia jubiliară a fost emisă într-un tiraj de maxim 1.000.000 de exemplare.
Pe avers, au fost gravate efigia lui Mihai Viteazul, efigia regelui Ferdinand al României și efigia lui Mihai I Regele Românilor, parțial suprapuse, spre stânga. Mihai Viteazul poartă pe cap căciula voievodală, caracteristică, iar regii Ferdinand și Mihai I poartă pe cap câte o cască militară de protecție. Circular, în jurul celor trei efigii grupate, este gravat textul ARDEALUL NOSTRU și anii 1601, 1918, 1944. Aversul piesei a fost gravat de Haralambie Ionescu.
Pe revers, în centrul piesei, a fost gravată acvila încoronată aflată pe stema României, iar sub gâtul acvilei, în arc de cerc, denumirea statului emitent, ROMANIA. De jur împrejurul acvilei, în sens trigonometric, pornind de la ora 12, sunt gravate stemele celor 11 județe revenite, după eliberare, la statul român: Trei Scaune, Năsăud, Odorhei, Cluj,  Satu Mare, Bihor, Maramureș, Mureș, Ciuc și Someș. Reversul piesei a fost gravat de Ioana Bassarab Starostescu și Ștefan Iordan. 
Tăietura / muchia medaliei este netedă și are gravat textul, în limba latină: « NIHIL SINE DEO », în română Nimic fără Dumnezeu, deviza monarhiei române.

## Emiterea medaliei Ardealul Nostru
În legea 656, publicată în Monitorul Oficial nr. 298 din 23 decembrie 1944, se menționa că Ministerul Finanțelor era autorizat să bată, prin Monetăria Națională, și să pună în vânzare medalii comemorative din aur, într-un tiraj maxim de 1.000.000 de bucăți. Caracteristicile medaliilor erau expuse în articolul 3. La articolul 3, litera B, punctul b. se stipula că masa unei medalii este de 6,55 de grame, cu o toleranță de +/- 2 ‰, adică poate varia între 6.5369 și 6.5631 grame. 
Însă, potrivit Uniunii Monetare Latine, monedele de aur, cu valoare nominală de 20 de franci francezi / 20 de lei românești, aveau titlul de 900‰ aur fin, masa de 6,45 grame și un diametru de 21 mm. Observăm că masa medaliilor Ardealul Nostru este de 6,55 grame, dar același titlu și același diametru. Numismatul Octavian Iliescua emis ipoteza că « diferența de masă dintre medalie și piesele de 20 de lei a apărut ca rezultat al unei erori produse la monetărie; piesele ar fi trebuit să aibă aceleași caracteristici ca monedele de aur de 20 de lei obișnuite. Inițial Banca Națională ar fi furnizat atât aur cât ar fi fost necesar pentru 1.000.000 de piese de 20 de lei. Deoarece monetăria a bătut piesele un pic mai grele, încă 100 de kilograme de aur au fost livrate din rezervele băncii. »  Însă, dacă citim cu atenție legea nr. 656, publicată în Monitorul Oficial din 23 decembrie 1944, articolul 3, litera B. punctul b., observăm că prin lege se stipula masa de 6,55 grame, pentru fiecare piesă emisă.

## Dilemă: medalie sau monedă

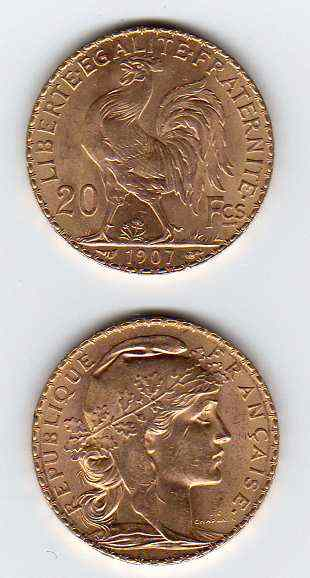
Napoleon, moneda franceză de 20 franci cu „Cocoșul Galic”

Spre deosebire de alte monede moderne românești și străine, pe această piesă nu a fost gravată nicio valoare nominală. Din cauza inflației existente în epocă, s-a considerat că nu avea sens să fie gravată o valoare nominală. Însă piesa Ardealul Nostru prezintă aproape toate caracteristicile standardizate de Uniunea Monetară Latină, pe care le întâlnim la monedele de aur românești, cu valoare nominală de 20 de lei, emise în secolul al XIX-lea și al XX-lea și cunoscute și sub denumirea de « cocoșei », întrucât au aceleași caracteristici (diametru, greutate, titlu, …) cu monedele franceze, din aceeași epocă, cu valoare nominală de 20 de franci, care au gravat câte un cocoș [galic], spre stânga.
Deși nu avea curs legal, piesa Ardealul Nostru a circulat și în calitate de monedă, datorită valorii sale intrinsece.

## Istorie
Piesa de aur jubiliară Ardealul Nostru a fost emisă și pusă în circulație în baza legii nr. 656, publicate în Monitorul Oficial nr. 298 din 23 decembrie 1944.
„Medalia a fost legată de Împrumutul Refacerii Naționale, un împrumut public ce urma să fie utilizat pentru plata despăgubirilor de război ale României. O astfel de medalie se putea cumpăra contra a 15.000 de lei de către cel care cumpăra titluri de stat în sumă de 50.000 de lei.”
Moneda-medalie Ardealul Nostru a fost emisă și cu scopul de a distribui cetățenilor români o parte din aurul aflat în depozitele Băncii Naționale a României, pentru a-l proteja de confiscarea de către autorităților sovietice de ocupație.

### Confiscarea monedelor-medalii Ardealul Nostru
După mai puțin de 3 ani de la emiterea medaliei Ardealul Nostru, la 15 august 1947, a fost publicată în Monitorul Oficial al României legea nr. 284 care prevedea că aurul, valutele și alte mijloace de plată străine trebuiau cedate Băncii Naționale a României. Medalia Ardealul Nostru era menționată în lege. În articolul 1 al legii, se stipula că persoanele care aveau în proprietate sau în posesie valorile specificate la articolul 2, erau obligate să le cedeze Băncii Naționale a României, contra plății în lei, la cursul oficial, în termen de 15 zile de la publicarea legii în Monitorul Oficial.
În articolul 14 al acestei legi se arăta că cine încalcă dispozițiile acestei legi va fi pedepsit cu confiscarea valorilor necedate sau nedeclarate, cu închisoare de la 5 la 25 de ani și cu amendă, care era egală cu de cinci ori valoarea pieselor confiscate, fără să se acorde circumstanțe atenuante. Potrivit aceluiași articol 14, denunțătorii și constatatorii erau premiați cu câte 10% din valorile confiscate.